# George L. Brown

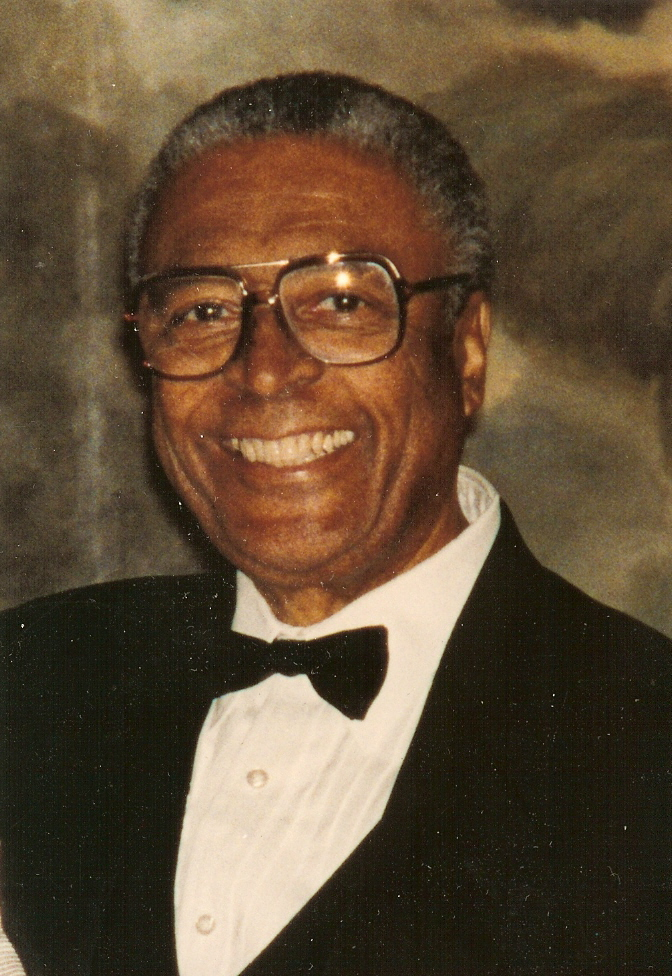
George L. Brown

George Leslie Brown (* 1. Juli 1926 in Lawrence, Kansas; † 31. März 2006 in Boca Raton, Florida) war ein US-amerikanischer Politiker. Zwischen 1975 und 1979 war er Vizegouverneur des Bundesstaates Colorado.

## Werdegang
Im Jahr 1944 absolvierte George Brown die Lawrence Liberty Memorial High School. Während der Endphase des Zweiten Weltkrieges diente er im Fliegerkorps der US Army. Danach setzte er seine eigene Ausbildung fort. Bis 1950 studierte er Journalismus an der University of Kansas. Außerdem war er an der Harvard Business School und der University of Colorado sowie der University of Denver eingeschrieben. 14 Jahre lang war er in Colorado als Journalist tätig. Er arbeitete für die Denver Post und war Gastgeber einiger Radiotalkshows in Denver. Brown war auch der erste afroamerikanische Zeitungsherausgeber im Bereich der mittleren Rocky Mountains. Er war auch im Vorstand der Behörde für den sozialen Wohnungsbau der Stadt Denver. Darüber hinaus hielt er Vorträge an der University of Colorado und der University of Denver.
Politisch schloss sich Brown der Demokratischen Partei an. In den Jahren 1955 und 1956 saß er als Abgeordneter im Repräsentantenhaus von Colorado; von 1956 bis 1975 gehörte er dem Staatssenat an. Im Jahr 1974 wurde er an der Seite von Richard Lamm zum Vizegouverneur des Staates Colorado gewählt. Dieses Amt bekleidete er zwischen 1975 und 1979. Dabei war er Stellvertreter des Gouverneurs. Zusammen mit Mervyn M. Dymally aus Kalifornien war er der erste Afroamerikaner seit der Zeit der Reconstruction, der zum Vizegouverneur eines Bundesstaates gewählt wurde.
Nach dem Ende seiner Zeit als Vizegouverneur arbeitete George Brown für die Grumman Aerospace Corporation. Dort wurde er bald zu einem von deren Vizepräsidenten. Später war er als Lobbyist tätig. Im Jahr 1994 arbeitete er für die Rechtsanwaltskanzlei Whitten & Diamond in Washington, D.C. Außerdem war er noch in anderen Wirtschaftsbereichen tätig. Seit 1996 hatte er seinen Hauptwohnsitz in Florida. Er starb am 31. März 2006 in Boca Raton.